# 平山亮
平山 亮（ひらやま まこと）は、日本の情報工学者。大阪工業大学情報科学部情報メディア学科教授。工学博士（早稲田大学）・MBA（レスター大学）。画像電子学会フェローおよびデジタルミュージアム・人文学(DMH)研究会委員長。 
主な専門は、情報デザイン、コンテンツ・コンピュータグラフィックス(CG)開発、マルチメディア情報（画像・映像・音声・アニメ、デジタルサイネージなど）応用など。

## 略歴
1985年早稲田大学理工学部電気工学科卒業。後に、工学博士（早稲田大学）、レスター大学大学院MBA取得。国際電気通信基礎技術研究所(ATR)人間情報通信研究所、日本ヒューレット・パッカード研究所などを経て、2013年大阪工業大学情報科学部に着任し、2023年現在、同学部情報メディア学科教授。
主な所属学会は、情報処理学会、電子情報通信学会、画像電子学会、日本音響学会、日本教育工学会、IEEE、ACMなど。主な受賞は、画像電子学会フェロー(2019)。

## 主な研究
- 映像・音響コンテンツ制作と技術開発（人体アニメ、クレイアニメ、バーチャルスタジオ）
- ディスプレイから音が聞こえるデジタルサイネージシステム[5]
- 仮想美術館（デジタルミュージアム）に今後求められる機能とその評価
- 調音運動計測にもとづく調音器官模型製作及び音声発話ロボット製作に関する研究
- スマートフォンによる拡大読書器の実装
- 情報保障〜視覚・聴覚障がい者支援技術開発（映画音声ガイド、電子書籍、Webアクセシビリティ、会話支援アプリ、要約筆記支援、手話認識・合成）

主な国際会議での発表は、
- International Workshop on Advanced Imaging Technology (IWAIT) 2021（オンライン）： 「Usability comparison of screen based and virtual reality based virtual museums」
- International Workshop on Advanced Image Technology (IWAIT) 2020（ジョグジャカルタ特別州）：「Articulation awareness with a 3D tongue using a VR system」
- The 6th IIEEJ International Conference on Image Electronics and Visual Computing 2019（バリ）：「An audio projection method by a parametric speaker for sizzling food presentations on tabletop displays」

情報工学の対外啓蒙活動として、タマサート大学シリントーン国際工学部と国際PBLプログラム2021のサポート、ハサヌディン大学との国際交流の意見交換(2023)も行うなど、海外大学との交流推進を行っている。